# Ron Gardin
Ron Gardin (New Haven, 25 settembre 1944 – Phoenix, 16 aprile 2025) è stato un giocatore di football americano statunitense che militò nel ruolo di cornerback e kick returner nella National Football League (NFL).

## Carriera
Gardin al college giocò a football all'Università dell'Arizona. Fu scelto dai Baltimore Colts nel corso del sesto giro (148º assoluto) del Draft NFL 1970. Nella sua stagione da rookie disputò tutte le partite tranne una, andando a vincere il Super Bowl V contro i Dallas Cowboys per 16-13. L'anno seguente, dopo avere disputato una partita con i Colts, passò ai New England Patriots, con cui disputò le ultime 8 partite in carriera, chiusa con 21 presenze e un touchdown segnato su ritorno di punt.

## Palmarès

### Franchigia
- Super Bowl : 1

Baltimore Colts: V
- American Football Conference Championship: 1

Baltimore Colts: 1970